# مانوئل ویتورینو
مانوئل ویتورینو (به پرتغالی: Manoel Vitorino) یک منطقهٔ مسکونی در برزیل است که در باهیا واقع شده‌است. مانوئل ویتورینو ۱۳٬۰۸۷ نفر جمعیت دارد.